# Hadena atrax
Hadena atrax är en fjärilsart som beskrevs av Max Wilhelm Karl Draudt 1950. Hadena atrax ingår i släktet Hadena och familjen nattflyn. Inga underarter finns listade i Catalogue of Life.